# SN 2008eh
SN 2008eh – supernowa odkryta 21 lipca 2008 roku w galaktyce NGC 2997. W momencie odkrycia miała maksymalną jasność 15,10m.